# Konotop
Pour les articles homonymes, voir Konotop (homonymie).
Konotop (en ukrainien : Конотоп) est une ville de l'oblast de Soumy, en Ukraine, et le centre administratif du raïon de Konotop. Sa population s'élève à 83 543 habitants en 2022.

## Géographie
Konotop est située à 117 km à l'ouest-nord-ouest de Soumy, à 136 km à l'est-sud-est de Tchernihiv et à 208 km au nord-est de Kiev

## Histoire
Au début du XVIIe siècle, les Cosaques d'Ukraine sont établis dans cette région. La localité est mentionnée pour la première fois en 1634 dans plusieurs documents. En 1642, une forteresse polonaise y est construite. En 1659, la bataille de Konotop a lieu près de la ville, au cours de laquelle les Cosaques d'Ukraine, les Tatars de Crimée et les Polonais dirigés par Ivan Vyhovsky, battent les forces russes et cosaques. En 1782, Konotop reçoit le statut de ville et fait partie du gouvernement de Petite Russie, puis au début du XIXe siècle du gouvernement de Tchernigov.
En 1897, la ville compte 18 770 habitants, dont 54,8 pour cent d'Ukrainiens, 23,5 pour cent de Russes, 19 pour cent de Juifs, 1,4 pour cent de Biélorusses, 0,7 pour cent de Polonais et 0,35 pour cent d'Allemands.
En 1943, lors de sa retraite, la division Grossdeutschland y fut encerclée par les Soviétiques, mais parvint à percer difficilement à l'ouest. La célèbre division allemande y perdit la moitié de ses effectifs.
Durant l'invasion de l'Ukraine par la Russie en 2022, le 25 février, à une heure du matin UTC, les troupes russes encerclent la ville et commencent son siège. À la mi-journée, l'état major ukrainien indiquait que la ville était tombée. Cette information a été démentie par le maire de la ville le 2 mars à 10h. Les Russes ont lancé un ultimatum à la population : « Rendez-vous ou nous détruisons la ville ». Une vishe — assemblée populaire en plein air — réunie par le maire a approuvé la poursuite du combat.
En avril 2022, les forces ukrainiennes reprennent le contrôle de Konotop, à la suite du retrait des troupes russes de l'oblast de Soumy, dans le nord de l'Ukraine.

## Population
Recensements (*) ou estimations de la population :
| 1897*  | 1907   | 1920   | 1923*  | 1926*  | 1939*  | 1959*  | 1970*  |
| ------ | ------ | ------ | ------ | ------ | ------ | ------ | ------ |
| 18 770 | 23 500 | 25 600 | 28 803 | 33 192 | 45 872 | 54 097 | 68 400 |

| 1979*  | 1989*  | 2001*  | 2011   | 2012   | 2013   | 2014   | 2015   |
| ------ | ------ | ------ | ------ | ------ | ------ | ------ | ------ |
| 82 278 | 95 549 | 92 657 | 89 243 | 89 046 | 88 787 | 88 477 | 88 252 |

| 2016   | 2017   | 2018   | 2019   | 2020   | 2021   | 2022   | - |
| ------ | ------ | ------ | ------ | ------ | ------ | ------ | - |
| 87 881 | 87 612 | 87 099 | 86 267 | 85 603 | 84 787 | 83 543 | - |

## Économie
Les principales entreprises de Konotop sont :
- Konotopskyï Elektromehanitchnyï Zavod (en ukrainien : Конотопський електромеханічний завод) : électromécanique, 1 200 salariés (2007).
- Konotopskyï Zavod Po Remontou Dyzel-potiahiv (en ukrainien : Конотопський завод по ремонту дизель-потягів) : fabrique et répare du matériel roulant de chemin de fer ; 1 160 salariés (2007).
- Konotopskyï Aviaremontnyï Zavod « Aviakon » (en ukrainien : Конотопский авиаремонтный завод «Авиакон»), qui appartient à l'État, réalise la révision, la rénovation et la mise à niveau des hélicoptères Mil Mi-17, Mil Mi-24, Mil Mi-8, Mi-2, Mil Mi-6, Mil Mi-26 [9].

## Transports
Konotop est un important carrefour ferroviaire traversé par les lignes de chemin de fer : Bakhmatch – Kiev et Briansk – Soumy. La ville a trois lignes de tramway. Les routes P60 et P61 ainsi que la gare de Konotop et la base aérienne de Konotop desservent la ville.

## Culture
La cathédrale de l'Ascencion de Konotop qui est classée ; l'église saint-Nicolas de Konotop qui est classée ; la tour Choukhov de Konotop qui est classée.

## Littérature
La sorcière de Konotop, roman de Grigori Kvitka-Osnovianenko. 

## Galerie

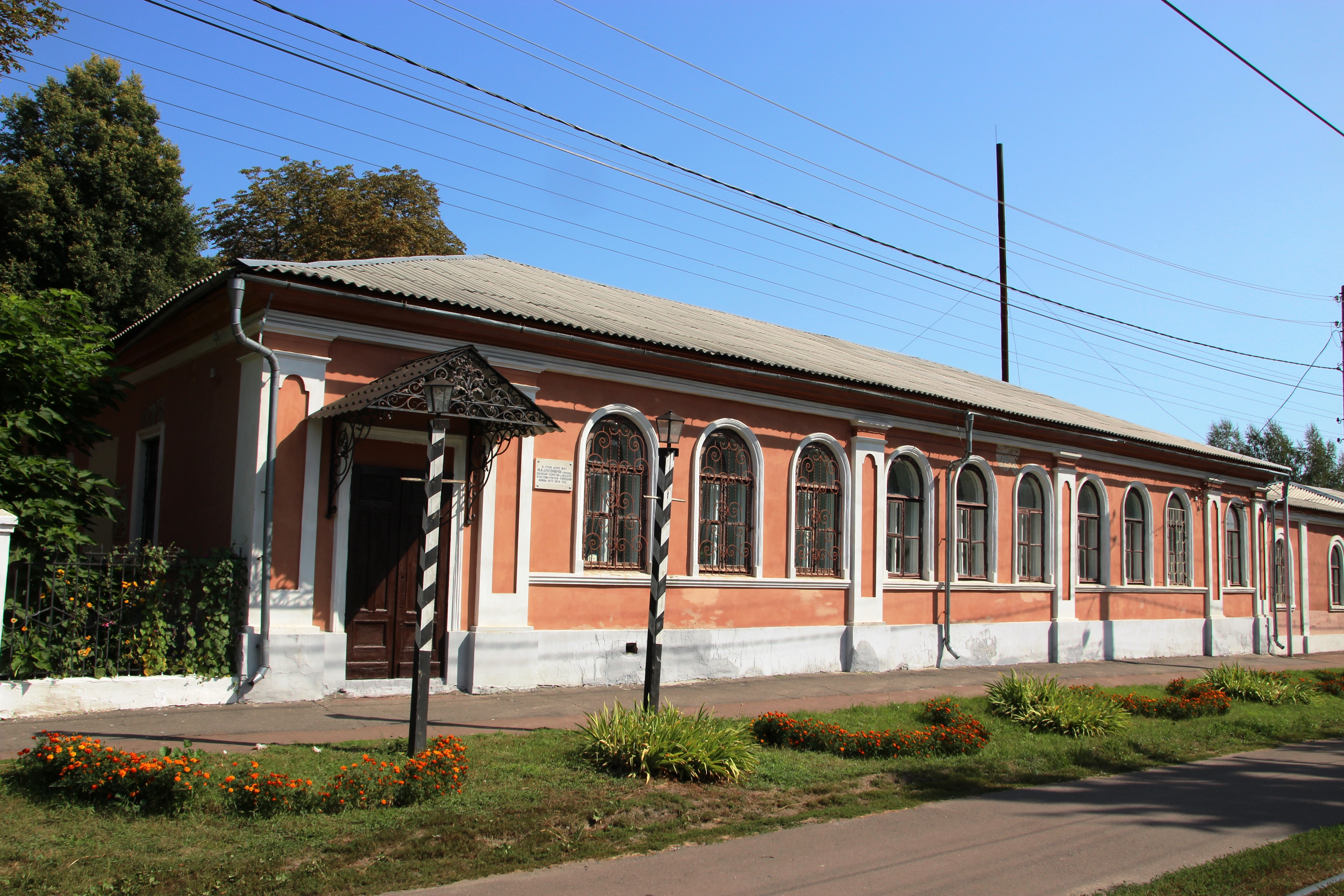
musée-manoir du général Dragomirov.
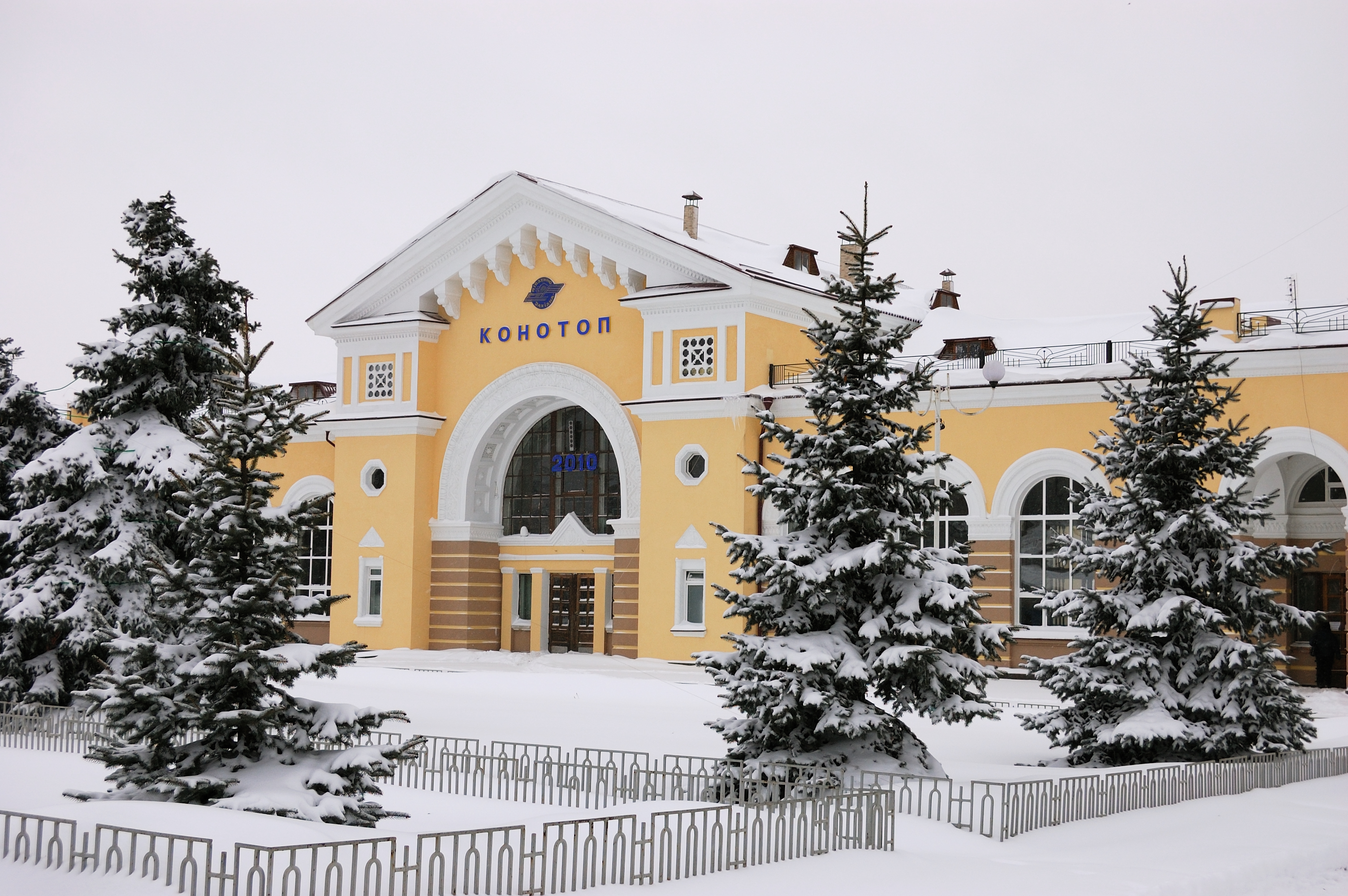
Gare ferroviaire de Konotop.
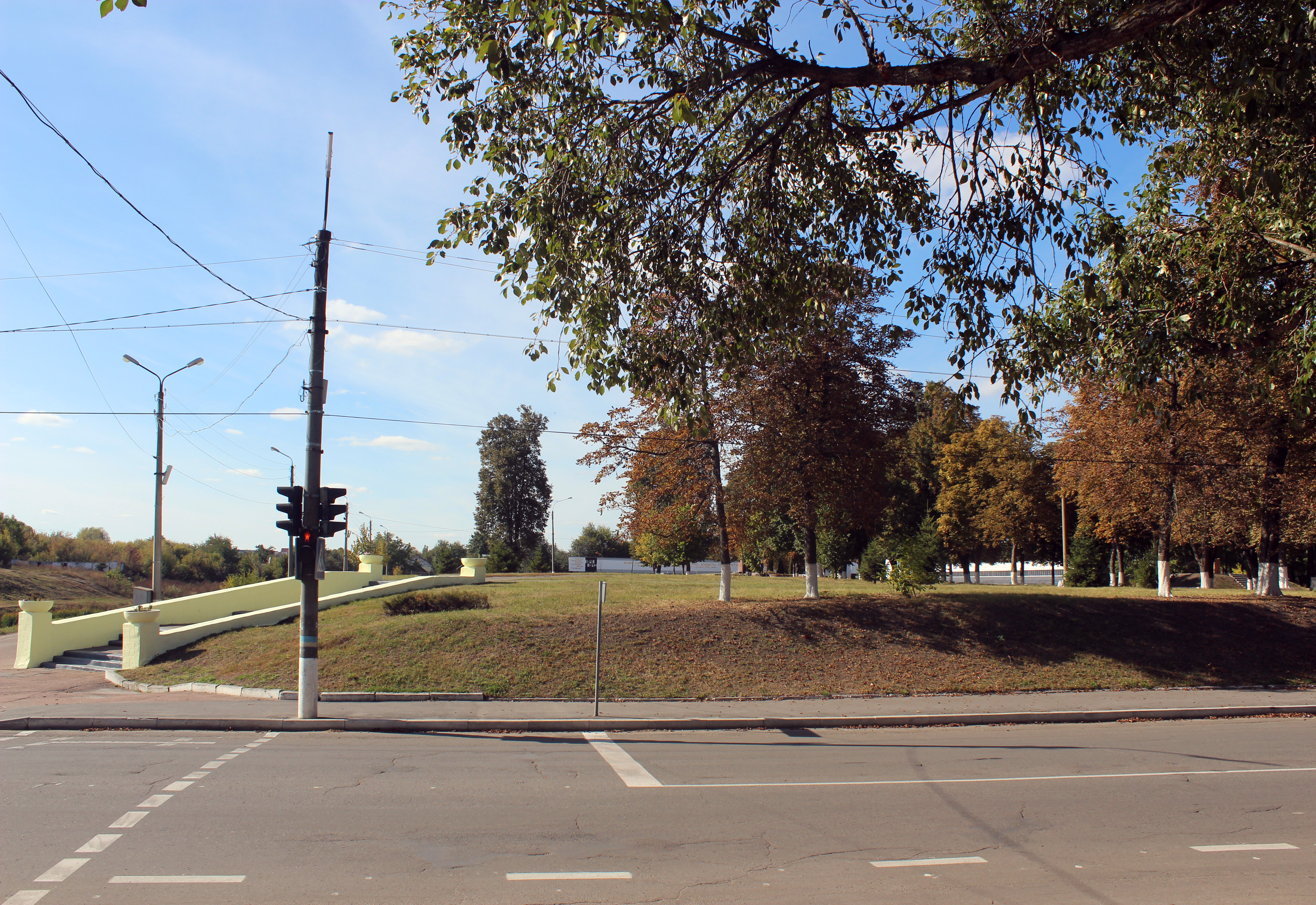
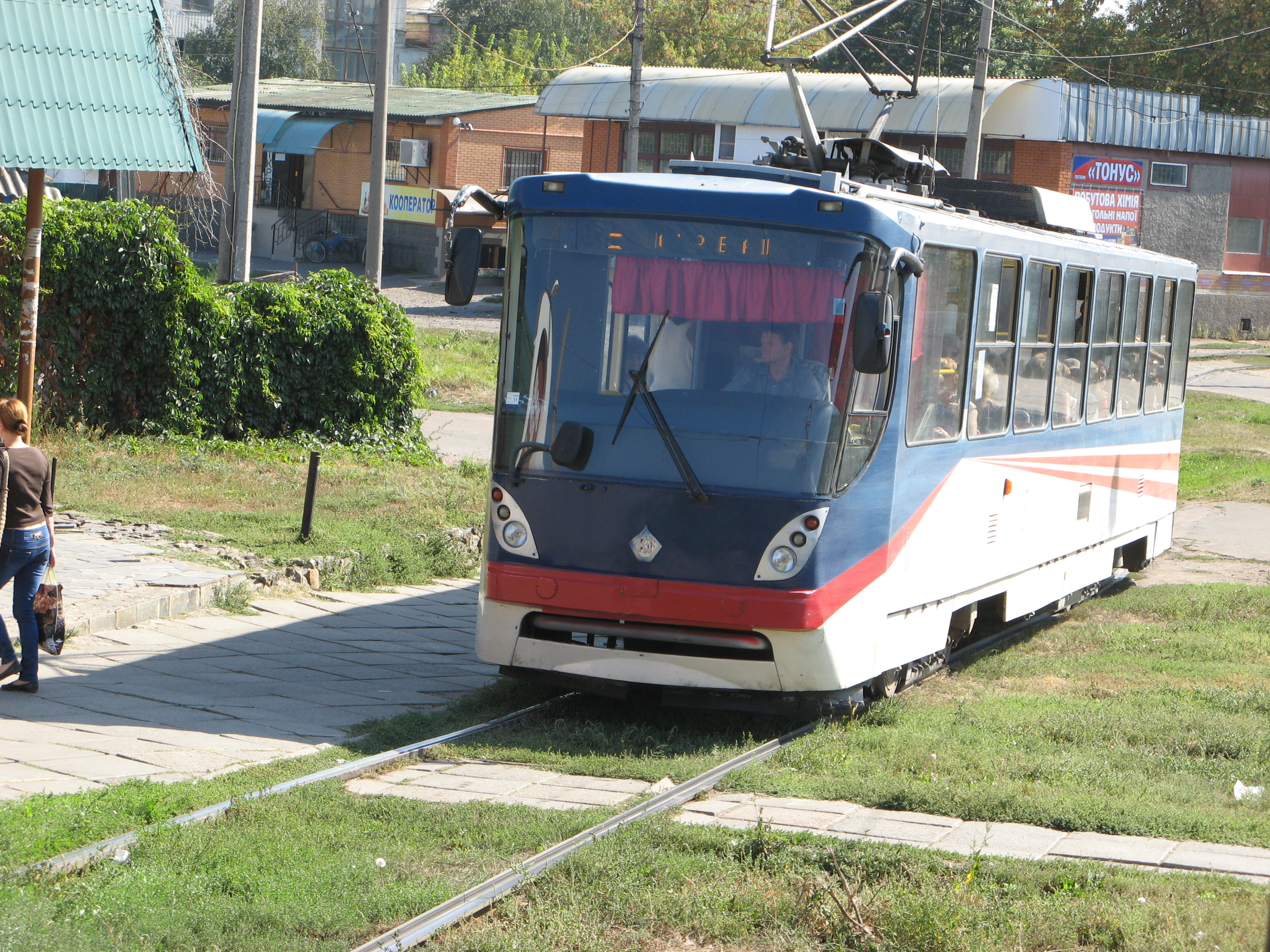
Tramway de Konotop.

## Personnalités liées à la ville
- Mikhaïl Dragomirov (1830-1905), général impérial russe.